# 雨宮捷年
雨宮 捷年（あまみや かつとし、1945年6月17日 - ）は、山梨県塩山市上於曽（現：甲州市）出身の元プロ野球選手（外野手）。

## 来歴・人物
中学時代は捕手、甲府商業高では1年から右翼手のレギュラー。同期のエース大石勝彦（大洋－東映）を擁し、1963年夏の甲子園に出場する。山梨県勢初の3回戦まで進出するが、優勝した明星高に敗退。2年下の控え投手に堀内恒夫がいたが、入学直後の堀内のブルペン捕手を務めたが、剛球を受け損なった際、恐怖心から捕手から外野手に転向したというエピソードがある。
高校卒業後は、神奈川大学に進学。1年から四番打者、右翼手で出場し、神奈川五大学野球で4回の優勝を経験。1966年の全日本大学野球選手権大会では準決勝に進出するが、日本大学に延長11回1-2で敗退。4年春にベストナイン一塁手。大学同期に五十嵐英夫投手がいる。
1967年にドラフト外で近鉄バファローズへ入団し、捕手に再転向。1968年のジュニアオールスターゲームにも出場したが、視力の低下もあり1971年に引退した。
引退後は帰郷し、家業の割烹「仲よし」を経営。

## 詳細情報

### 年度別打撃成績
| 年 度     | 球 団     | 試 合 | 打 席 | 打 数 | 得 点 | 安 打 | 二 塁 打 | 三 塁 打 | 本 塁 打 | 塁 打 | 打 点 | 盗 塁 | 盗 塁 死 | 犠 打 | 犠 飛 | 四 球 | 敬 遠 | 死 球 | 三 振 | 併 殺 打 | 打 率 | 出 塁 率 | 長 打 率 | O P S |
| --------- | --------- | ----- | ----- | ----- | ----- | ----- | -------- | -------- | -------- | ----- | ----- | ----- | -------- | ----- | ----- | ----- | ----- | ----- | ----- | -------- | ----- | -------- | -------- | ----- |
| 1968      | 近鉄      | 5     | 1     | 1     | 0     | 0     | 0        | 0        | 0        | 0     | 0     | 0     | 0        | 0     | 0     | 0     | 0     | 0     | 1     | 0        | .000  | .000     | .000     | .000  |
| 通算：1年 | 通算：1年 | 5     | 1     | 1     | 0     | 0     | 0        | 0        | 0        | 0     | 0     | 0     | 0        | 0     | 0     | 0     | 0     | 0     | 1     | 0        | .000  | .000     | .000     | .000  |

### 背番号
- 28 （1968年 - 1970年）
- 48 （1971年）